# Свирский, Семён Исаевич
Семён Исаевич Свирский (1925—2011) — советский и российский строитель и организатор строительства. Лауреат Государственной премии Российской Федерации (1995). Заслуженный строитель РСФСР (1979). Заслуженный строитель СССР (1991).

## Биография
Родился 28 июля 1925 года в городе Красноярск.
С января 1943 года после окончания школы в семнадцатилетнем возрасте призван в ряды Рабоче-Крестьянской Красной армии и направлен в Киевское Краснознамённое артиллерийское училище, после окончания которого в конце июня 1943 года был направлен в действующую армию, на фронт. Участник Великой Отечественной войны в составе 672-го артиллерийского полка 205-й стрелковой дивизии — младший лейтенант, командир взвода 2-й батареи. Воевал в состав Карельского и 2-го Белорусского фронтах. За участие в войне был награждён Орденом Отечественной войны 2-й степени и Орденом Красной Звезды.
С 1947 года был уволен из рядов Советской армии. вернулся в Красноярск. С 1947 по 1952 годы обучался в Московском инженерно-строительном институте имени В. В. Куйбышева. С 1952 по 1955 годы работал прорабом строительно-монтажного управления треста «Мосводоканалстрой». С 1955 по 1957 годы работал — старшим инженером Строительного управления в Лужниках. С 1957 по 1959 годы работал — главным технологом, с 1959 по 1973 годы — главный инженер и начальник Строительного управления № 6 треста «Мосподземстрой». С 1973 по 1983 годы, в течение десяти лет, С. И. Свирский был руководителем треста «Мостеплосетьстрой» Главного управления по жилищному и гражданскому строительству Москвы.
С 1983 по 1993 годы, в течение десяти лет, С. И. Свирский работал заместителем и первым заместителем Главного управления по жилищному и гражданскому строительству Москвы. С 1993 по 2011 годы был — председателем правления и генеральным директором «Мосинжстрой».
21 ноября 1979 года «за большие заслуги в строительной области» С. И. Свирский был удостоен почётного звания — Заслуженный строитель РСФСР.
22 июля 1991 года Указом Президента СССР «За большой личный вклад в совершенствование строительного производства, внедрение научно-технических достижений и прогрессивных форм организации труда, наращиванию мощностей по строительству инженерных сооружений в городе Москве» С. И. Свирский был удостоен почётного звания — Заслуженный строитель СССР.
20 июня 1995 года Указом Президента России «За мемориальный комплекс „Памятник Победы в Великой Отечественной войне 1941—1945 годов“ на Поклонной горе в Москве» С. И. Свирский был удостоен Государственной премии Российской Федерации в области искусства.
26 июля 1995 года Постановлением Правительства Российской Федерации «За многолетнюю и плодотворную работу в области строительства инженерных сооружений в городе Москве и в связи с 70-летием со дня рождения» С. И. Свирский был удостоен — Почётной грамотой правительства Российской Федерации.
Скончался 12 января 2011 года, похоронен на Ваганьковском кладбище в городе Москва.

## Награды
- Орден Октябрьской революции
- Орден Отечественной войны II степени
- Орден Дружбы народов
- Орден Красной Звезды (9 апреля 1945)
- Орден «Знак Почёта»
- Медаль «За победу над Германией в Великой Отечественной войне 1941—1945 гг.» (9 мая 1945)

### Премии
- Государственная премия Российской Федерации в области искусства (20 июня 1995[5])

### Звание
- Заслуженный строитель СССР (22 июля 1991) (12 января 1977[4])
- Заслуженный строитель РСФСР (21 ноября 1979[1])

### Другие награды
- Почётная грамота Правительства Российской Федерации (26 июля 1995) — за многолетнюю и плодотворную работу в области строительства инженерных сооружений в г. Москве и в связи с 70-летием со дня рождения[6]